# Jedlina (Lesná)
Jedlina (do roku 1948 Nový Losimtál, německy Neu Losimthal či Neulosimthal) je zaniklá vesnice, po níž je pojmenováno současné katastrální území. Nacházela se nedaleko bavorských hranic jižně od Staré Knížecí Hutě na území obce Lesná v okrese Tachov v Plzeňském kraji.

## Historie

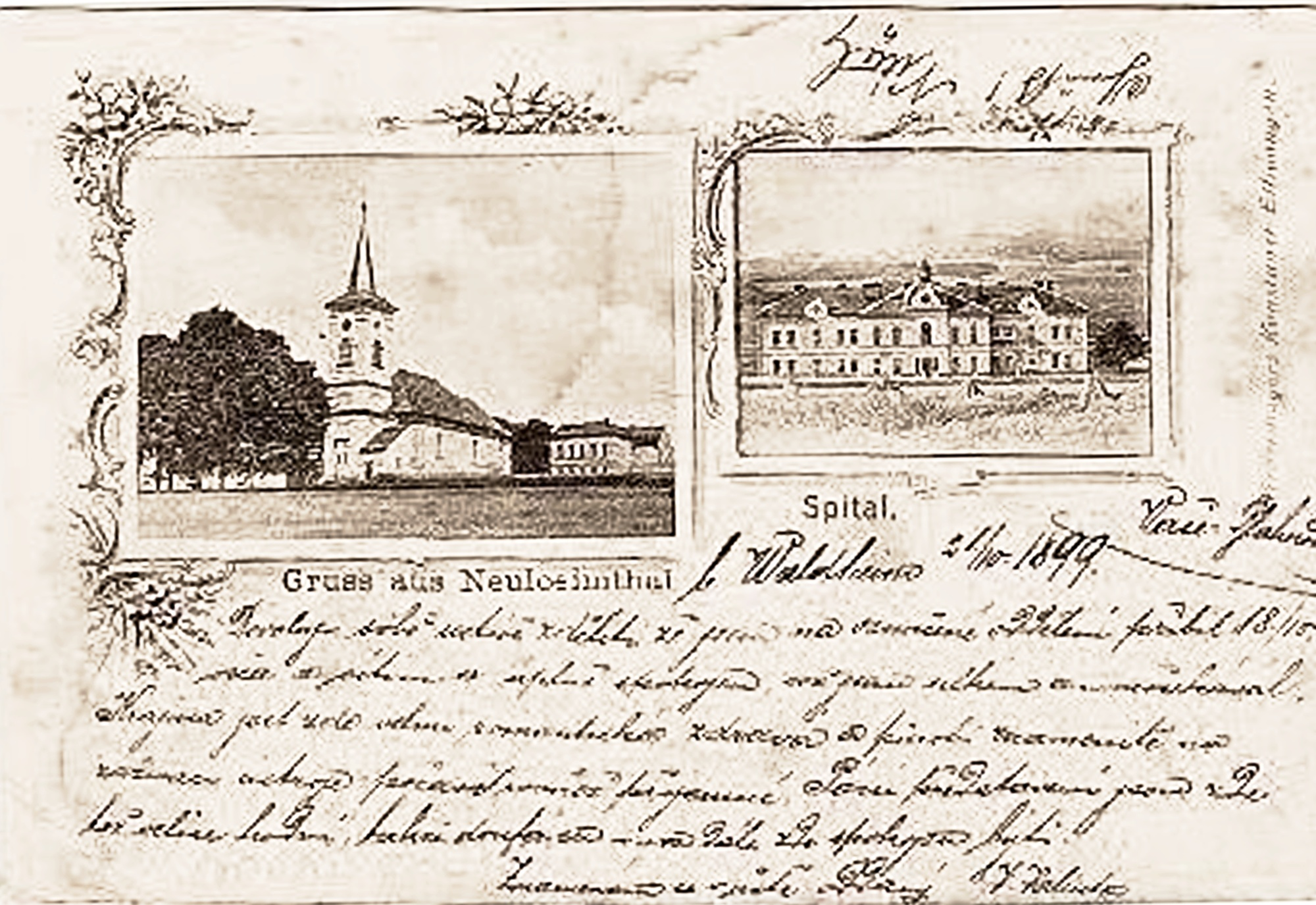
Kostel sv. Anny a Güntnerův špitál na pohlednici, odeslané v roce 1899

Ves vznikla na pozemcích tachovského panství kolem roku 1626.Kostel sv. Anny, který byl postaven v první polovině 19. století, sloužil po druhé světové válce jako seník a pozorovatelna Pohraniční stráže a na počátku 60. let 20. století byl zbořen. Hrobka šlechtického rodu Malovců, přemístěná na zdejší hřnitov ze Zahájí, byla zničena po roce 1948.
Jedlina úředně zanikla roku 1974, ačkoliv většina stavení byla zbořena již v 50. letech při budování hraničního pásma. V obci se kromě kostela a školy nacházela mimo jiné také jedna unikátní budova – tzv. Güntnerův pavilon neboli špitál (tato budova patřila k těm, co v obci stály nejdéle). Poslední domy v obci využívali vojáci. 

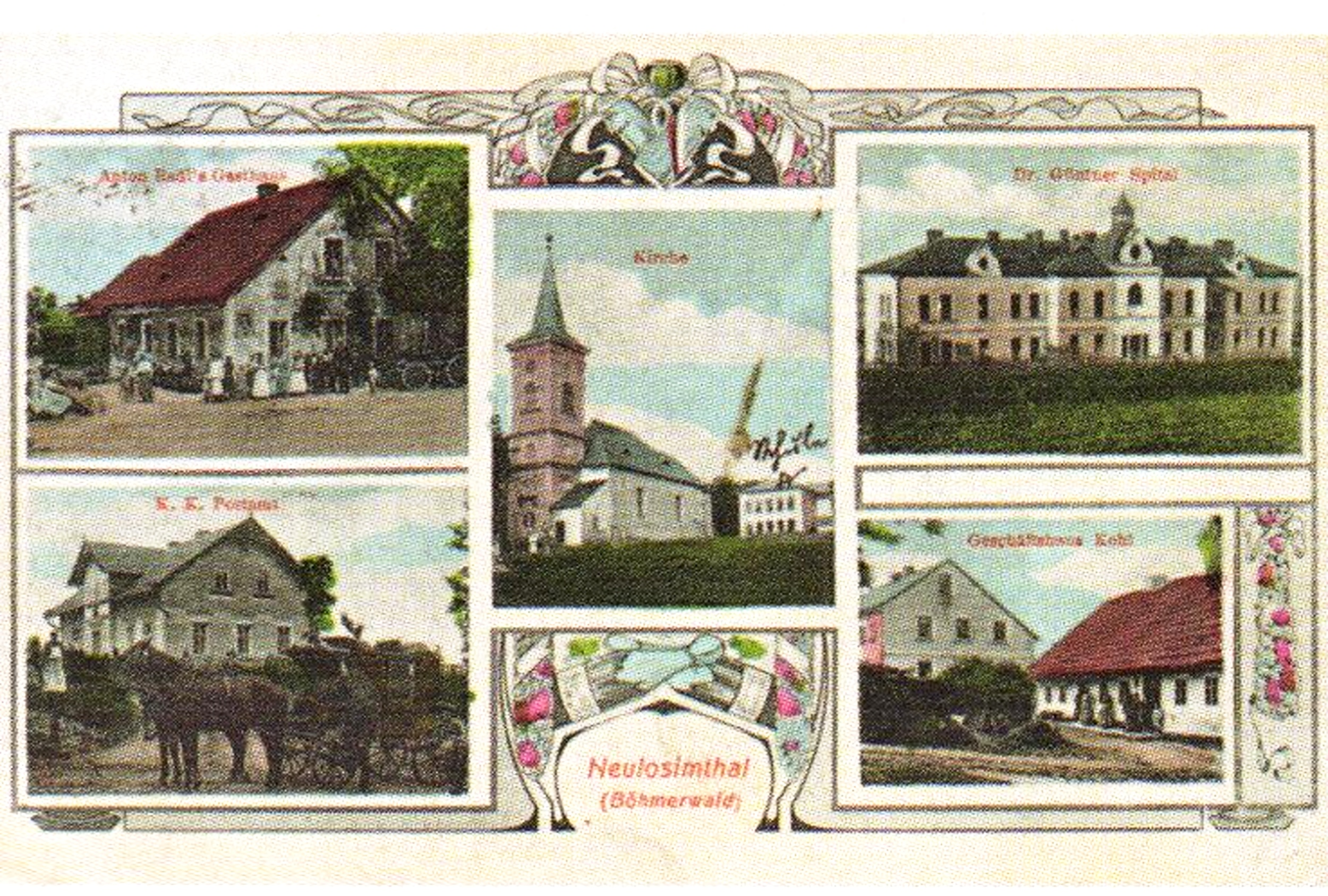
Pohlednice z roku 1900

Na zaniklou obec, kde v 93 domech žilo 530 obyvatel (roku 1930), dnes upozorňuje hřbitov v severní části obce a místy patrné základy domů, včetně kostela a špitálu. Nedaleko zaniklé obce se nachází národní přírodní památka Na požárech a v katastrálním území leží také přírodní rezervace Farské bažiny. Celá oblast bývalé vsi leží v Chráněné krajinné oblasti Český Les.